# سیارک ۱۵۹۷۷۶
سیارک ۱۵۹۷۷۶ (به انگلیسی: 159776 Eduardorohl، نامگذاری:2003JR17) صد و پنجاه و نه هزار و هفتصد و هفتاد و ششمین سیارک کشف شده‌است که در ۲ مه ۲۰۰۳ کشف شد.